# De ijzeren reus
De ijzeren reus (originele titel The Iron Giant) is een Amerikaanse animatiefilm uit 1999, geregisseerd door Brad Bird. Het is gebaseerd op het boek The Iron Man van Ted Hughes uit 1968. Stemmen in de film worden ingesproken door Pete Townshend, Des McAnuff en Allison Abbate.
De film werd goed ontvangen door critici, maar minder goed door het grote publiek. Dankzij video- en dvd-uitgaven is de film uiteindelijk toch tot een cultfilmklassieker uitgegroeid.

## Verhaal
De film speelt in de Verenigde Staten van 1957, het hoogtepunt van de Koude Oorlog. In oktober, de maand dat de Russen de Spoetnik 1 lanceerden, stort in de zee vlak voor de Amerikaanse kust een tientallen meters hoge robot neer. De robot gaat aan land bij het plaatsje Rockwell. Hier woont Hogarth Hughes, een negenjarig jongetje dat sinds de dood van zijn vader wordt opgevoed door zijn moeder, die als serveerster in een café werkt.
Hogarth ontdekt al snel de robot wanneer hij een spoor van vernielingen volgt. Hij redt de robot wanneer deze vast komt te zitten in een aantal hoogspanningsmasten. Nadien ontdekt hij dat de robot intelligent genoeg is om hem te begrijpen en zelfs nieuwe dingen kan leren. Omdat de robot zich voedt met metalen voorwerpen, besluit Hogarth hem te verstoppen op de lokale schroothoop gerund door een beatnik genaamd Dean. Dean moet eerst niks weten van de robot, maar besluit op aandringen van Hogarth te helpen om de robot verborgen te houden voor de buitenwereld. In de dagen erop leert Hogarth de robot over het aardse leven. Daar hij uit de ruimte komt, probeert hij de robot een voorbeeld te laten nemen aan de stripheld Superman. Wel komt Hogarth erachter dat de robot in principe een wapen is, wanneer hij bij het zien van Hogarth speelgoedpistool zijn zelfverdedigingsmechanisme activeert.
De schade die de robot aanricht trekt echter ook de aandacht van de Amerikaanse overheid, met name een paranoïde officier genaamd Kent Mansley. Ondanks Hogarths pogingen om Mansley te ontlopen, komt deze erachter dat de robot bestaat. Hij probeert dichter bij Hogarth in de buurt te komen door een kamer te huren in diens huis. Wanneer Kent foto’s van Hogarth vindt waar de robot op staat, laat hij het Amerikaanse leger aanrukken om “dit monster” te vernietigen. Tijdens de aanval van het leger verliest Hogarth het bewustzijn omdat hij en de robot uit de lucht worden geschoten door straaljagers. De robot denkt dat de soldaten Hogarth hebben gedood, en activeert opnieuw zijn zelfverdedigingsmechanisme. Hierdoor verandert hij in een alles verwoestend wapen. Het leger kan duidelijk niet tegen hem op, dus beveelt Kent de USS Nautilus om een atoomraket af te vuren op de stad.
Hogarth komt weer bij bewustzijn en brengt de robot tot bedaren, maar Kent beveelt in paniek om de raketaanval toch voort te zetten. De robot grijpt echter in en brengt de raket hoog in de lucht tot ontploffing, maar wordt hierbij zelf ook vernietigd.
Enkele weken later heeft de stad een monument ter herinnering aan de robot opgericht. Hogarth krijgt van generaal Rogard een schroef; het enige wat men ooit teruggevonden heeft van de robot. Die avond begint de schroef echter uit zichzelf weg te rollen, en Hogarth beseft dat de robot blijkbaar nog actief is en zijn zelfreparatie geactiveerd heeft. De film eindigt met beelden van andere stukken van de robot, die zich allemaal richting de Langjökull in IJsland begeven, alwaar het hoofd van de robot zich bevindt.

## Rolverdeling
| Acteur               | Personage       |
| -------------------- | --------------- |
| Eli Marienthal       | Hogarth Hughes  |
| Jennifer Aniston     | Annie Hughes    |
| Harry Connick, Jr.   | Dean McCopping  |
| Vin Diesel           | de robot        |
| Christopher McDonald | Kent Mansley    |
| John Mahoney         | generaal Rogard |

Additionele stemmen worden gedaan door onder andere Cloris Leachman, Frank Thomas, Ollie Johnston, M. Emmet Walsh en James Gammon.

## Achtergrond

### Productie
De film vond zijn oorsprong in een project van rockmuzikant Pete Townshend. In 1986 gebruikte hij het verhaal “The Iron Man” als onderwerp voor zijn album The Iron Man: A Musical Hij maakte voor dit album ook een korte film getiteld "A Friend is a Friend", geregisseerd door Matt Forrest. In 1993 werd er een toneelversie van deze film opgevoerd in Londens Old Vic. Des McAnuff zag in dit toneelstuk een potentiële speelfilm, en kocht het project voor Warner Bros.
Ontwikkeling van de film begon in 1994. In 1996 werd besloten om Brad Bird, die destijds werkte voor Turner Feature Animation, de kans te geven de film te regisseren om zo naam te maken binnen de wereld van animatiefilms. Bird las eerst het originele verhaal van Hughes, en raakte zo geïnteresseerd in het project. Onder Birds regie kreeg de film vorm. Bird huurde onder andere Tim McCanlies in om het scenario te schrijven. Hij koos bewust voor de jaren 50 van de 20e eeuw als periode waarin de film moest gaan spelen vanwege de paranoia uit die tijd door toedoen van de Koude Oorlog.
McCanlies en Bird waren het niet altijd eens over het script. Zo stond McCanlies er bijvoorbeeld op dat de slotscène, waarin blijkt dat de robot nog in orde is, werd toegevoegd. Ook wilde McCanlies de nummers van Pete Townshend in de film verwerken, maar Brad hield dit idee tegen. Nadat ook Ted Hughes zijn goedkeuring aan het script had gegeven, kon de productie beginnen.
Voor het tekenen van de robot werd zo veel mogelijk computeranimatie gebruikt daar de tekenaars het lastig vonden om een metalen voorwerp vloeiend te tekenen met traditionele methodes Er werd voor dit doel zelfs een nieuw computerprogramma ontwikkeld. Bird huurde studenten van CalArts in om te helpen de computeranimatie te optimaliseren.

### Ontvangst
De ijzeren reus ging op 3 augustus 1999 in première in de Verenigde Staten. De film debuteerde in 2179 bioscopen, en bracht in het openingsweekend $5.732.614 op. De uiteindelijke opbrengst binnen de Verenigde Staten was $23.159.305. Wereldwijd was de opbrengst 112.16 miljoen dollar.
Volgens analisten van IGN had de film een stuk succesvoller kunnen zijn als Warner Bros. meer tijd en geld had gestoken in de promotie ervan. Volgens critici besefte Warner Bros. waarschijnlijk zelf niet wat ze in handen hadden. Voor de video-uitgave van de film werd wel een grote marketingscampagne opgezet, met onder andere samenwerkingen met Honey Nut Cheerios, AOL en General Motors.
De film werd door critici positief ontvangen. Op Rotten Tomatoes scoorde De ijzeren reus 97% aan goede beoordelingen

## Prijzen en nominaties
De ijzeren reus won in totaal 19 prijzen, en werd voor nog eens 14 genomineerd.
De gewonnen prijzen zijn:
- Negen Annie Awards, waaronder voor “Outstanding Achievement in an Animated Theatrical Feature”, “Outstanding Individual Achievement for Character Animation” en “Outstanding Individual Achievement for Writing in an Animated Feature Production”
- De BAFTA Children's Award voor beste film
- De FFCC Award voor beste animatie
- De Genesis Award voor beste film - animatie
- De Sierra Award voor beste animatiefilm
- De LAFCA Award voor beste animatie – speelfilm
- De Golden Reel Award voor beste geluidsmontage
- De SFFCC Award voor beste animatiefilm
- De Golden Satellite Award voor Best Youth DVD
- De Young Artist Award voor Best Performance in a Voice-Over (TV or Feature Film) - Young Actor (Eli Marienthal)
- De YoungStar Award voor Best Young Voice Over Talent (Eli Marienthal)

Onder de nominaties bevond zich onder andere een Hugo Award voor “Best Dramatic Presentation”.